# Gafanha da Nazaré
Gafanha da Nazaré é uma cidade portuguesa com 6,90 km² e 12514 habitantes (2021), localizada no Município de Ílhavo. É sede da Freguesia de Gafanha da Nazaré, freguesia que tem 16,44 km² de área e 15551 habitantes (censo de 2021), tendo, por isso, uma densidade populacional de 945,9 hab./km².
Gafanha da Nazaré é uma cidade costeira no extremo norte do seu município, e é um importante centro portuário que inclui o Porto de Pesca Costeira e o Porto de Aveiro. 
A 31 de agosto de 1910, por ordem régia de D. Manuel II é criada a paróquia e freguesia da Gafanha da Nazaré que é publicada no Diário do Governo nº 206 no dia 16 de setembro de 1910. A 29 de outubro de 1969 é elevada a vila, e a 19 de abril de 2001 é elevada a cidade.

## História
A península da Gafanha começou a ser habitada no século XVII e em 1758 era já uma povoação com “14 vizinhos ou fogos e 140 pessoas de sacramento”.
No século XIX incrementou-se o povoamento, graças a populações vindas principalmente dos concelhos de Vagos e de Mira, tão necessitados se encontravam de terra para cultivar. E é curioso verificar como o povo de Ílhavo e de Aveiro nunca se interessou pelo aproveitamento destes areais esbranquiçados e estéreis.
Em épocas diversas esta região foi ocupada e reocupada por gentes de usos e costumes variados que se entrosaram nos usos e costumes dos caseiros que por aqui se haviam estabelecido com a ânsia primeira de dominarem dunas teimosas e estéreis, à força de braços habituados a trabalhos duros e de vontades de “antes quebrar que torcer”.
Depois foram os trabalhos nas obras do porto e construção do farol, nos estaleiros e nas secas do bacalhau, nas salinas e na plantação da mata da Gafanha que atraíram esses povos, vindos também do Minho e das Beiras.
Pertencendo desde a primeira hora à freguesia e paróquia de Vagos, em 21 de Março de 1835 passa a depender religiosamente de Ílhavo e em 31 de Dezembro de 1853 foi desanexada civilmente de Vagos e passou a integrar a freguesia de que dependia já.
Não obstante assim estar determinado, a verdade é que a ligação a Vagos perdurou e só um Decreto de 24 de Outubro de 1855 veio definir as fronteiras de Vagos e de Ílhavo. Em 19 de Setembro de 1856 o movimento paroquial de Ílhavo mostrava a Gafanha como terra em franco desenvolvimento, quer sob o ponto de vista demográfico, quer agrícola.
A freguesia foi criada por decreto de 23/06/1910, com lugares da freguesia de Ílhavo.

### Colónia Agrícola da Gafanha
Em 1942 foi criada na Mata Nacional da Gafanha uma colónia agrícola, no âmbito da política de colonização da Junta de Colonização Interna do Estado Novo. Esta tinha o objetivo de transformar solos arenosos em solos produtivos.
A colónia da Gafanha integrou 75 casais agrícolas, 2 escolas primárias, 2 residências de professoras, capela, posto médico social, escritórios, casa do guarda.

## Demografia
A população registada nos censos foi:
| Distribuição da População por Grupos Etários | Distribuição da População por Grupos Etários | Distribuição da População por Grupos Etários | Distribuição da População por Grupos Etários | Distribuição da População por Grupos Etários |
| -------------------------------------------- | -------------------------------------------- | -------------------------------------------- | -------------------------------------------- | -------------------------------------------- |
| Ano                                          | 0-14 Anos                                    | 15-24 Anos                                   | 25-64 Anos                                   | > 65 Anos                                    |
| 2001                                         | 2541                                         | 2022                                         | 7868                                         | 1590                                         |
| 2011                                         | 2338                                         | 1632                                         | 8583                                         | 2203                                         |
| 2021                                         | 2130                                         | 1601                                         | 8795                                         | 3025                                         |

## Geografia
A freguesia de Gafanha da Nazaré é fronteira a :
- Norte: Ria de Aveiro;
- Sul: Freguesia da Gafanha da Encarnação, Município de Ílhavo; Gafanha de Aquém, lugar da freguesia de São Salvador, Município de Ílhavo;[7]
- Este: Ria de Aveiro;
- Oeste: Oceano Atlântico.

## Clima
- Segundo a Classificação climática de Köppen-Geiger, a cidade da Gafanha da Nazaré tem um clima temperado oceânico de influência mediterrânica. Encontra-se numa faixa de transição dos climas temperado mediterrânico para o oceânico;
- De acordo com a Classificação do clima de Thornthwaite, a cidade da Gafanha da Nazaré apresenta um clima pouco húmido, temperado, com défice de água moderado no Verão e eficácia térmica no Verão nula ou pequena.

## Datas Importantes
- 31 de agosto de 1910 - por ordem de D. Manuel II é criada a freguesia / paróquia da Gafanha da Nazaré, última a ser criada durante a Monarquia Portuguesa.
- 29 de outubro de 1969 - a Gafanha da Nazaré é elevada a Vila, como está escrito no Decreto Nº 49332 - PUBLICADO NO DIÁRIO DO GOVERNO Nº254 (1ª SÉRIE) 29 DE OUTUBRO DE 1969, que resumidamente justifica com o crescimento demográfico, a zona portuária de Aveiro, a existência da Casa dos Pescadores, Posto Médico da Previdência, Grupo Desportivo, Cinema e Mercado.[8]
- 19 de abril de 2001 - é elevada a Cidade a localidade da Gafanha da Nazaré, por proposta do CDS-PP, Lei nº 32/2001, publicada no Diário da República de 12 de Julho de 2001, nº 160, série I-A, página 4230.[9]

## Lugares da Gafanha da Nazaré
Além da sede, a Freguesia de Gafanha da Nazaré engloba os seguintes lugares:
- Bebedouro
- Cale da Vila
- Cambeia
- Chave
- Forte da Barra
- Marinha Velha
- Praia da Barra
- Remelha

## Origem da palavra Gafanha
Há pelo menos 4 versões acerca do nome desta cidade:
- 1.ª versão: Diz uma que certa mulher, atacada de lepra, viera para aqui habitar por não ser consentida em outros lugares, de onde a população a expulsara em horror do seu miserando estado. Alcunhavam-na de  Gafanha, e assim entraram a chamar ao sítio em que ela vivia, isolada e desolada.
- 2.ª versão: Sendo o sítio bastante afastado de outras terras, veio estabelecer um Hospital de Leprosos (gafaria), não se sabe quem, nem quando, pois que nenhum indício existe de tal Hospital.
- 3.ª versão: Gafanha - lugar onde se paga o Gafar. Esta palavra é árabe e significa um tributo, que se pagava pela passagem de qualquer ponte do estado, ou rio, em barco para esse fim posto ali. Ora, desde tempos remotos houve aqui 1 ponte de madeira sendo possível que os árabes instituíssem o tributo em questão, visto ser mais que muito averiguado terem eles dominado nestes territórios por vastos anos.
- 4.ª versão: Nessa zona, havia a proliferação de canas, pelo que, as populações vizinhas vinham à actual zona das Gafanhas para apanhar canas com uma "gadanha". Daí a palavra evoluiu até se tornar Gafanha.

## Património
- Forte da Barra de Aveiro ou Castelo da Gafanha[10]
- Farol da Barra
- Farol do Forte da Barra
- Capela de Nossa Senhora dos Navegantes
- Igreja de Nossa Senhora da Nazaré (matriz)
- Praia da Barra
- Porto bacalhoeiro
- Farol abandonado

## Museus
- Casa Gafanhoa
- Navio Museu Santo André

## Instituições de cariz Cultural, Religioso e Recreativo
- ADIG - Associação para Defesa dos Interesses da Gafanha da Nazaré
- Associação A(c)tua Aveiro
- Associação de Amigos da Praia da Barra
- Associação Bacalhoeiros de Portugal
- Associação de Modelismo T.E.A.M.
- Associação Motociclista Das Gafanhas
- Casa do Povo da Gafanha da Nazaré
- Conferência São Vicente Paulo
- Cooperativa Cultural da Gafanha da Nazaré
- Escola Básica 2.º e 3.º Ciclo da Gafanha da Nazaré
- Escola de Música Gafanhense (associação de utilidade pública sem fins lucrativos)
- Escola Secundária da Gafanha da Nazaré
- Filarmónica Gafanhense
- Fundação Prior Sardo
- GasContigo (Grupo de Acção Social Contigo)
- Grupo de Jovens da Praia da Barra
- Grupo Etnográfico da Gafanha da Nazaré
- I.E.G.N. Igreja Evangélica da Gafanha da Nazaré, membro da A.E.P.
- Movimento Apostólico de Schoenstatt
- Núcleo da Gafanha dos Ultras Auri-Negros (claque do Beira-Mar)
- Obra da Providência
- Paróquia da Gafanha da Nazaré

## Infraestruturas

### Cultura

#### Casa da Música da Gafanha da Nazaré
- Centro Cultural da Gafanha da Nazaré (Fábrica das Ideias da Gafanha da Nazaré)

### Educação

#### Pré-Escolar
- Jardim de Infância Cale da Vila
- Jardim de Infância Cambeia
- Jardim de Infância Chave
- Jardim de Infância Remelha
- Jardim de Infância Marinha Velha

#### 1.º Ciclo
- EB1 Cale da Vila
- EB1 Cambeia
- EB1 Chave
- EB1 Farol da Barra
- EB1 Marinha Velha

#### 2.º e 3.º Ciclo
- Escola Básica dos 2.º e 3.º Ciclos da Gafanha da Nazaré

#### Ensino Secundário
- Escola Secundária da Gafanha da Nazaré

### Saúde
- Centro de Saúde e Unidade de Saúde Familiar da Beira Ria

### Transportes
- A25

- Estradas e ruas municipais (233 ruas e/ou arruamentos)[8 1]

- Linha ferroviária - Ramal do Porto de Aveiro
- Porto de Aveiro

### Economia
- Porto de Aveiro

- Mercado da Gafanha da Nazaré

- Ecomare

## AssociaçõesDesportivas
- Associação Náutica e Recreativa da Gafanha da Nazaré
- Associação de Surf de Aveiro
- Grupo Columbófilo da Gafanha da Nazaré
- Grupo Desportivo da Gafanha
- Sport Benfica e Gafanha

## Equipamentos de Lazer
- Centro Cultural da Gafanha da Nazaré (Fábrica das Ideias da Gafanha da Nazaré)
- Jardim 31 de Agosto
- Jardim da Alameda Prior Sardo
- Jardim Oudinot

## Equipamentos Desportivos
- Circuito de Manutenção "Teresa Machado"
- Complexo Desportivo do Grupo Desportivo da Gafanha
- Pavilhão Desportivo - Escola Básica 2.º e 3.º ciclo  da Gafanha da Nazaré
- Pavilhão Desportivo "Teresa Machado" - Escola Secundária Gafanha da Nazaré
- Piscina Coberta
- Skate Park
- Vários Polidesportivos: campos de Basquetebol, campos de Futebol de 5 e campos de Ténis espalhados pela freguesia

## Comunicação Social
- Rádio Terra Nova (105.0 FM)
- Jornal Timoneiro (Jornal mensal da paróquia)

## Eventos Desportivos, Culturais e Religiosos
- Janeiro
  - Cortejo dos Reis
  - Cortejo das Pastoras da Barra
- Maio
  - Milha Urbana da Praia da Barra
- Junho
  - Festa de S. João - Praia da Barra
  - Festa de S. Pedro - Cale da Vila
- Julho
  - Festival de Folclore da Gafanha da Nazaré
  - Festa da Nossa Senhora dos Aflitos - Chave
- Agosto
  - Festival de Folclore da Praia da Barra
  - Festival do Bacalhau - Jardim Oudinot
  - Festa da Nossa Senhora da Nazaré
- Setembro
- Nautimodelismo TEAM - Jardim Oudinot
  - Procissão da Nossa Senhora dos Navegantes - Forte da Barra
- Outubro
  - Grande Prémio Atletismo da Rádio Terra Nova

## Gafanhonazarenos ilustres
- Jorge Cruz (* 1975), músico, cantor, produtor e compositor
- João Lemos Esteves, jurista, autor e columnista político
- Gil Dias (* 1996), futebolista